# Degnepoll
Degnepoll o Deknepollen és un llogaret del municipi de Vågsøy, al comtat de Sogn og Fjordane, Noruega. És un suburbi localitzat a l'est del poble de Måløy, connectat a ell a través d'un pont de 1224 m. També es troba a aproximadament 15 km a l'oest del poble de Bryggja. Tennebø està situat a 1 km al sud-est de Degnepoll, i el llac homònim es troba entre les dues poblacions.
El nom «Degnepolll» pot traduir-se molt lliurement com «petit braç del fiord del funcionari del municipi» i també és un cognom usat per algunes famílies originàries de la comunitat. La seva població estimada és de 245 habitants (2001).
La indústria principal és el processament de peix i es produeix allà oli de peix i farratge per alimentar animals. La fàbrica estava en procés de construcció durant la Segona Guerra Mundial i es va destruir per complet durant l'Operació Archery abans que pogués començar la seva activitat. Degnepoll posseeix una oficina de correu, una estació de gasolina a més de llocs de menjar ràpid, un negoci d'elements electrònics, dues concessionàries i dos supermercats.